# العلاقات الزيمبابوية الليختنشتانية
العلاقات الزيمبابوية الليختنشتانية هي العلاقات الثنائية التي تجمع بين زيمبابوي وليختنشتاين.

## مقارنة بين البلدين
هذه مقارنة عامة ومرجعية للدولتين:
| وجه المقارنة                                              | زيمبابوي | ليختنشتاين                                 |
| --------------------------------------------------------- | --- | ------------------------------------------ |
| المساحة (كم2)                                             | 390.76 ألف | 16                                         |
| عدد السكان (نسمة)                                         | 16.53 مليون | 37.47 ألف                                  |
| الكثافة السكانية (ن./كم²)                                 | 42.3 | 234.19 ألف                                 |
| العاصمة                                                   | هراري | فادوتس                                     |
| اللغة الرسمية                                             | لغة إنجليزية، اللغة الشونا، النديبيلية الشمالية ‏، لغة الشيشيوا، Barwe ‏، Kalanga language ‏، Tshwa language ‏، Ndau dialect ‏، اللغة التسونجا، Zimbabwean sign languages ‏، اللغة السوتية، تونغا ‏، اللغة التسوانية، اللغة الفيندية، اللغة الكوسية | اللغة الألمانية                            |
| العملة                                                    | دولار أمريكي | فرنك سويسري                                |
| الناتج المحلي الإجمالي (بليون دولار)                      | 17.85 مليار | 6.29 مليار                                 |
| الناتج المحلي الإجمالي (تعادل القوة الشرائية) بليون دولار | 27.88 مليار |                                            |
| الناتج المحلي الإجمالي الاسمي للفرد دولار أمريكي          | 924 |                                            |
| الناتج المحلي الإجمالي للفرد دولار أمريكي                 | 1.79 ألف |                                            |
| مؤشر التنمية البشرية                                      | 0.509 | 0.908                                      |
| رمز المكالمات الدولي                                      | +263 | +423                                       |
| رمز الإنترنت                                              | .zw | .li                                        |
| المنطقة الزمنية                                           | ت ع م+02:00 | توقيت وسط أوروبا، ت ع م+01:00، ت ع م+02:00 |

## منظمات دولية مشتركة
يشترك البلدان في عضوية مجموعة من المنظمات الدولية، منها:
| علم المنظمة | اسم المنظمة                   | تاريخ انضمام زيمبابوي | تاريخ انضمام ليختنشتاين |
| ----------- | ----------------------------- | --------------------- | ----------------------- |
|             | الاتحاد البريدي العالمي       | ?                     | ?                       |
|             | الاتحاد الدولي للاتصالات      | 10 فبراير 1981        | 25 يوليو 1963           |
|             | منظمة حظر الأسلحة الكيميائية  | ?                     | ?                       |
|             | منظمة التجارة العالمية        | ?                     | ?                       |
|             | منظمة الشرطة الجنائية الدولية | ?                     | ?                       |
|             | الأمم المتحدة                 | 25 أغسطس 1980         | 18 سبتمبر 1990          |

## وصلات خارجية
- موقع وزارة الخارجية الزيمبابوية